# Галактика Комета
Галактика Комета — спіральна галактика за 3,2 мільярди світлових років від Землі, в скупченні галактик Abell 2667, була відкрита за допомогою космічного телескопа Хаббл 2 березня 2007 року. Ця галактика має трохи більшу масу, ніж наш Чумацький Шлях.

## Структура
Ця унікальна спіральна галактика має розширений потік яскраво-синіх вузлів і розсіяних пучків молодих зірок. Вона мчить зі швидкістю 3,5 млн км/год через кластер Abell 2667 і тому, подібно до комети, має хвіст довжиною в 600 000 світлових років.

## Доля галактики
Галактика Комета зараз розривається на частини. Рух через скупчення зі швидкістю понад 2 мільйони миль на годину є однією з головних причин того, що галактика позбавляється газу і зірок через припливні сили кластера — подібно до того, як припливні сили Місяця і Сонця створюють припливи і відпливи земних океанів. Іншим фактором, що негативно впливає на руйнування галактики, є тиск гарячої плазми кластера, температура якої досягає 10—100 мільйонів градусів. Вчені підрахували, що загальна тривалість цього процесу перетворення галактики становить приблизно 1 мільярд років. Хоча маса галактики Комета трохи більша за масу Чумацького Шляху, вона втратить весь свій газ і пил, і тому буде не в змозі формувати зірки. Вона стане бідною газом галактикою, що населена старими червоними зірками.
Швидкісний напір заряджених частинок зриває і відштовхує газ падаючої галактики, подібно до того, як сонячний вітер з заряджених частинок штовхає іонізований газ від комети, створюючи газовий хвіст. З цієї причини вчені прозвали розтягнуту спіраль «галактика комета».
«Ця унікальна Галактика, за 3,2 мільярди світлових років від Землі, має розширений потік яскраво-синіх вузлів і дифузні цівки з молодих зірок, гнаних припливними силами й швидкісним напором гарячого щільного газу», — сказав Жан-Поль Кнейб (Jean-Paul Kneib), дослідник з астрофізичної лабораторії Марселя.
Знахідка проливає світло на процес, за допомогою якого багаті газом галактики можуть перетворитися в бідні газом за мільярди років. Нові спостереження також показують один з механізмів формування «бездомних» зірок, розкиданих по скупченнях галактик.
Сильне гравітаційне тяжіння, яке чиниться загальною масою скупчення галактик, викривляє світ інших, більш далеких галактик і спотворює їх форми — так званий ефект гравітаційного лінзування. Гігантська яскрава бананоподібна дуга зліва від центру кластера відповідає збільшеному й спотвореному зображенню далекої галактики, що розташована позаду ядра кластера.